# Jemnice
Jemnice (Duits: Gamnitz of Jamnitz) is een Moravische stad in de Tsjechische regio Vysočina, en maakt deel uit van het district Třebíč. Jemnice telt 4015 inwoners (2023).
Archeologisch onderzoek laat zien dat het gebied van de huidige stad al in de stenen tijdperk werd bewoond. De oudste schriftelijke vermelding van de stad is uit 1227. Het historische stadscentrum vormt een beschermd stadsgezicht. Sinds 2013 heeft ook het historische evenement en stadsfeest Barchan een plaats gekregen in Seznam nemateriálních statků tradiční lidové kultury České republiky de Tsjechische equivalent van de Inventaris Immaterieel Cultureel Erfgoed Nederland.

## Etymologie
De naam Jemnice (in het Duits Jamnitz) komt uit de Tsjechische "jam-n-ica" die ontleend is aan "jáma" of "jamník" met de betekenis van respectievelijk een gat en degene die de gaten maakt of in de gaten werkt. Dit verwijst naar de zilverwinning die in de omgeving van Jemnice in de middeleeuwen plaatsvond.

## Geschiedenis
Het oudste deel van de stad (Podolí) ligt aan de rechteroever van het riviertje Želetavka. Vanuit de Romaanse nederzetting is alleen een toren van toenmalige rotonde gebleven. Sommige historici pleiten ervoor dat deze toren en het schip van de huidige Sint Jacobskerk eigenlijk een deel van een hof of walburcht vormden.
De ontplooiing van de zilverwinning leidde ook tot het verrichten van een nieuwe nederzetting op het voorgebergte aan de linker kant van het riviertje. De burcht werd daar waarschijnlijk al in de 11de eeuw gebouwd maar de eerste schriftelijke vermelding over de stad komt pas uit het jaar 1227 in een document van de koning Ottokar I van Bohemen. In dit document werd het verkoop van een klooster Lovětín goedgekeurd om het versterken van twee strategische steden (Jemnice en Znojmo) te financieren. In 1327 kreeg de stad grote privilegiën van de koning Jan van Bohemen. Jemnice was vastgelegd als een grensstad met een strategische rol. Naast de voltooiing van de versterking, kreeg de stad bier- en mijlenrecht toegekend en was van heffingen in Bohemen en Moravië vrijgesteld.